# 莫拉 (葡萄牙)
38°8′N 7°27′W / 38.133°N 7.450°W

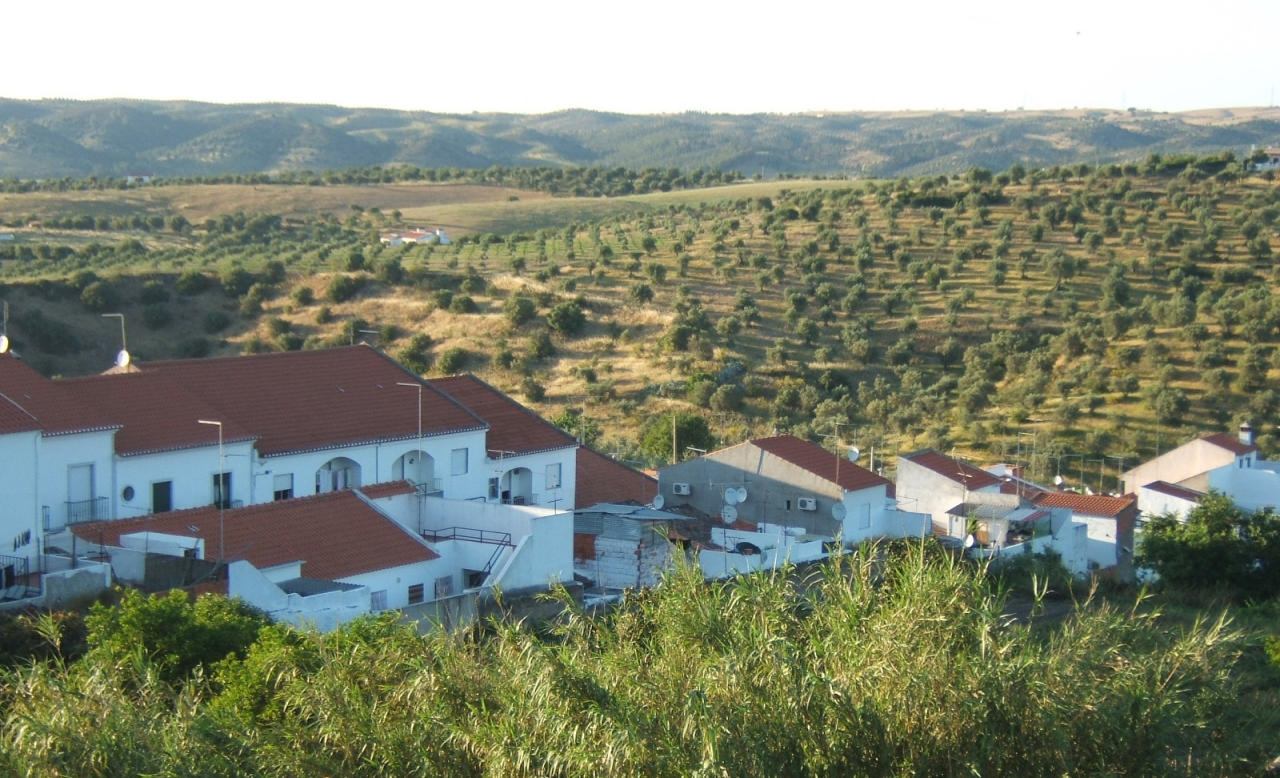

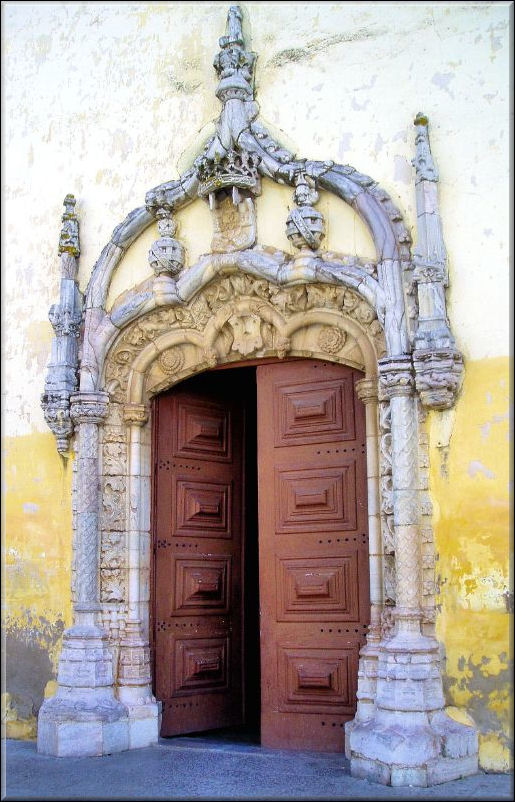

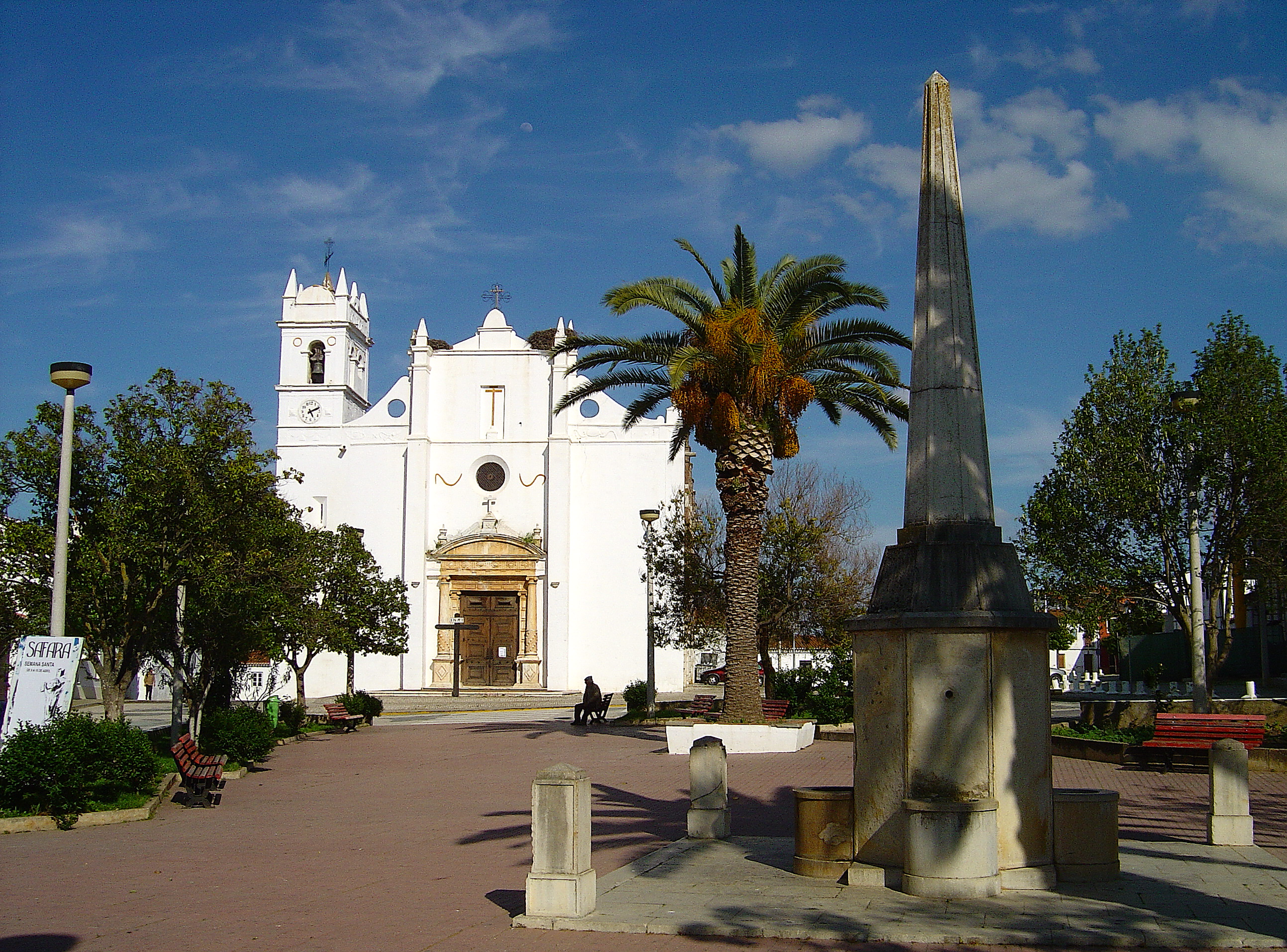

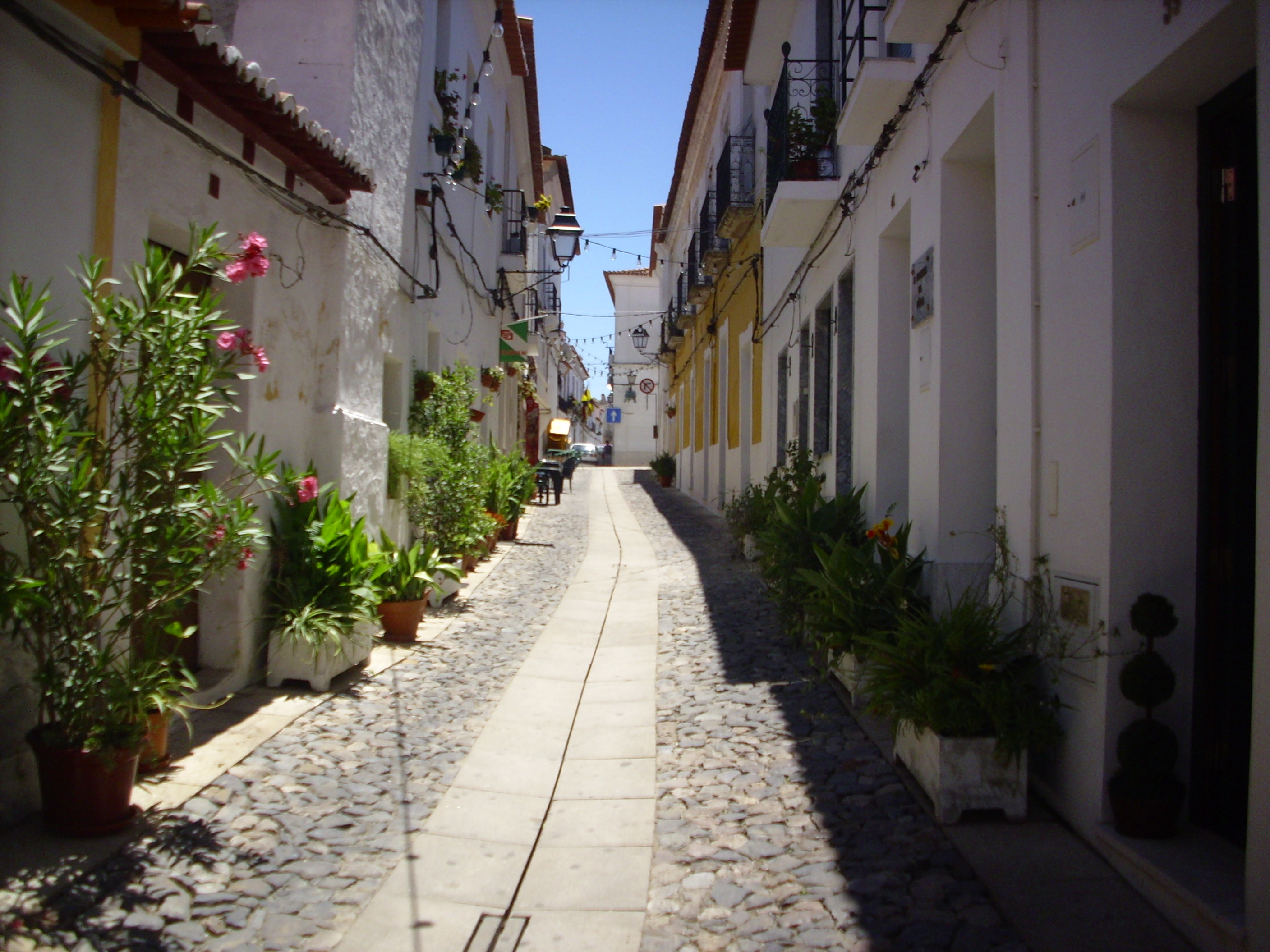

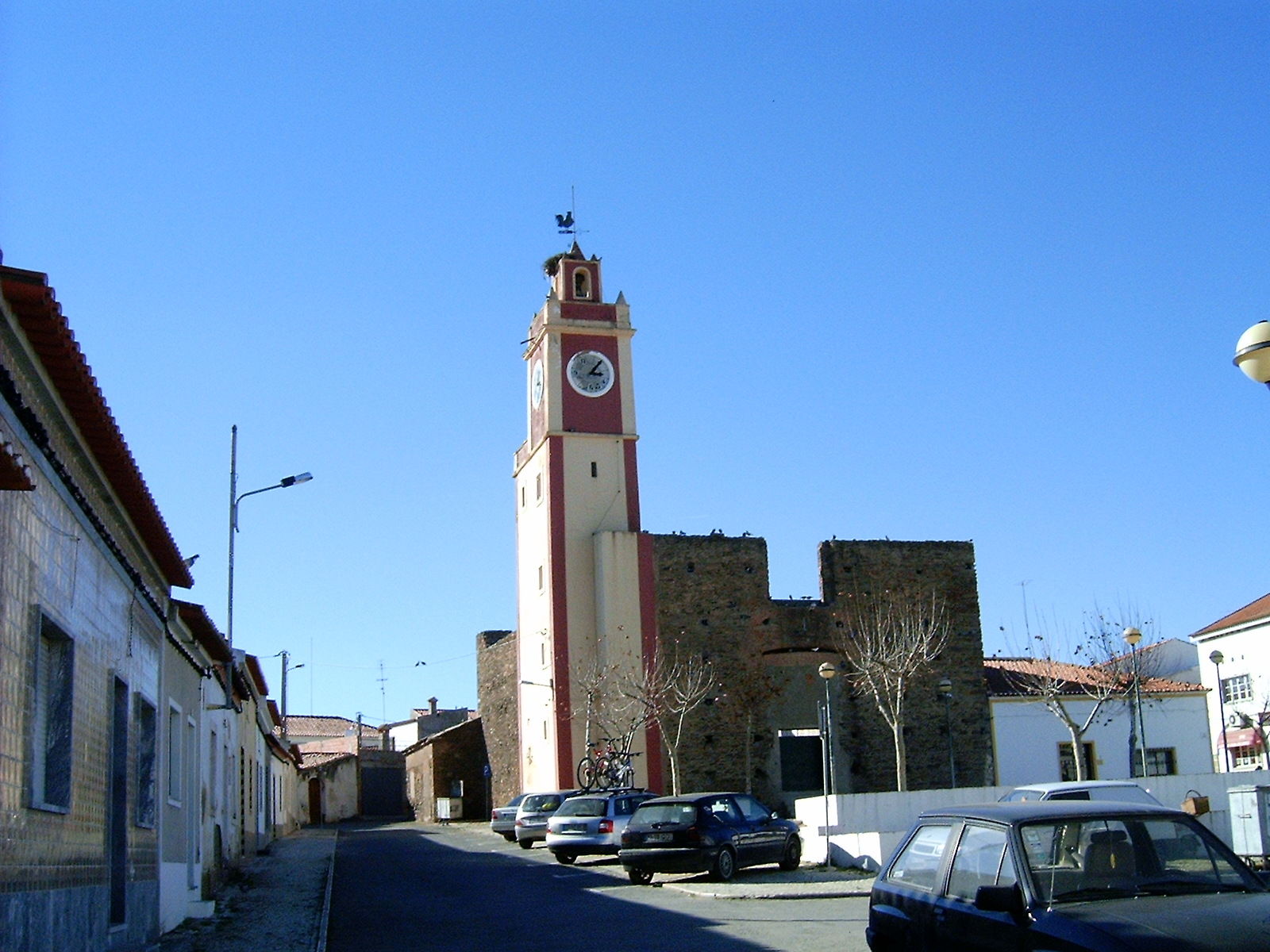

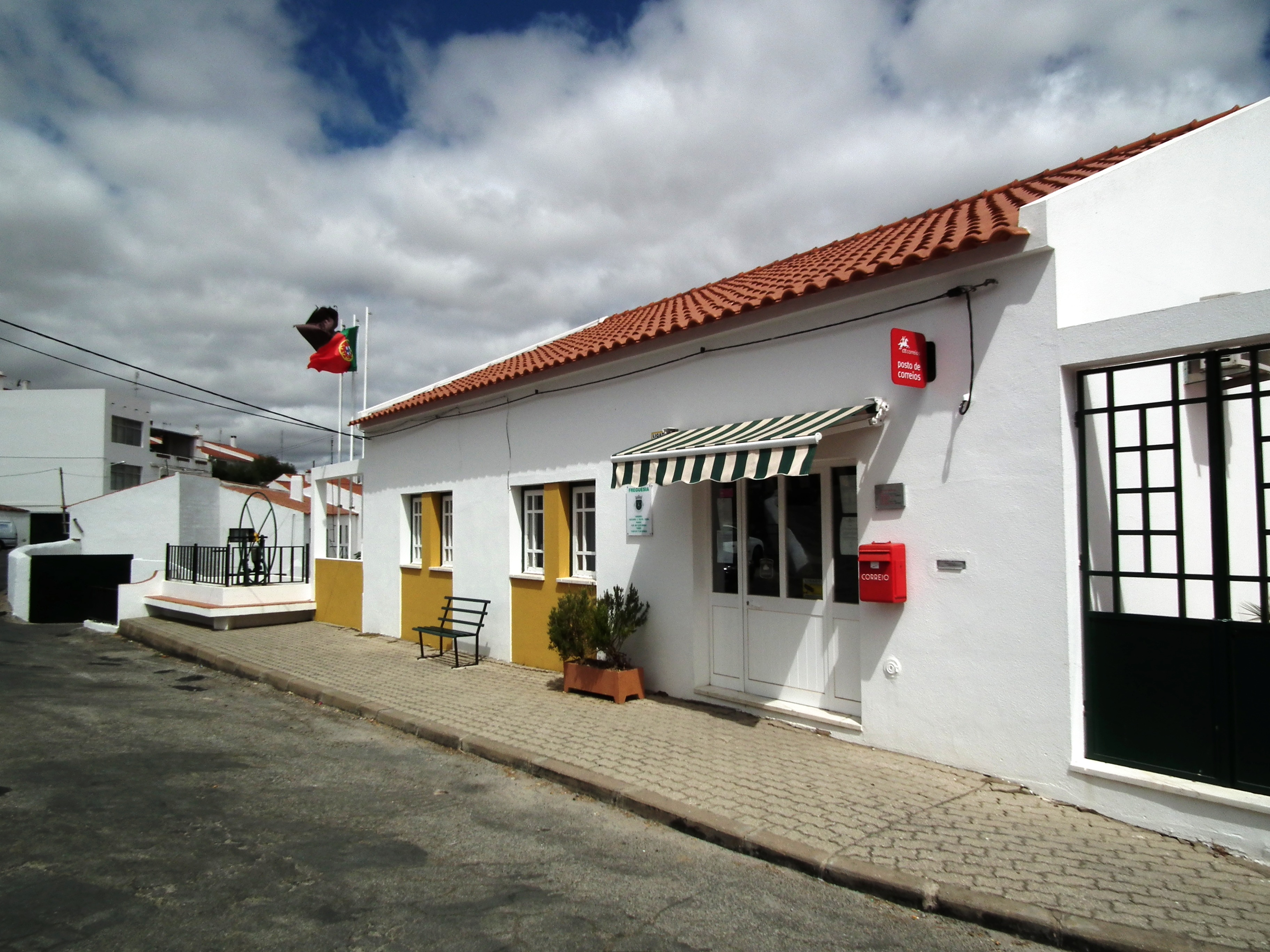

莫拉（葡萄牙語：Moura），是葡萄牙的城鎮，位於該國南部，由貝雅區負責管轄，始建於1295年，面積958.46平方公里，2011年人口15,167，該城鎮人口密度為每平方公里15.82人。